# Charadra (bướm đêm)
Charadra là một chi bướm đêm thuộc họ Noctuidae.

## Các loài
- pata group:
  - Charadra cakulha Anweiler & Schmidt, 2010
  - Charadra coyopa Anweiler & Schmidt, 2010
  - Charadra franclemonti Anweiler & Schmidt, 2010
  - Charadra oligarchia Dyar, 1916
  - Charadra pata (Druce, 1894)
  - Charadra patafex Dyar, 1916
  - Charadra tapa Schmidt & Anweiler, 2010
- deridens group:
  - Charadra deridens (Guenée, 1952)
  - Charadra dispulsa Morrison, 1875
  - Charadra moneta Schmidt & Anweiler, 2010
  - Charadra nitens Schaus, 1911
- nigracreta group
  - Charadra nigracreta H. Edwards, 1884